# スポーツと気晴らし

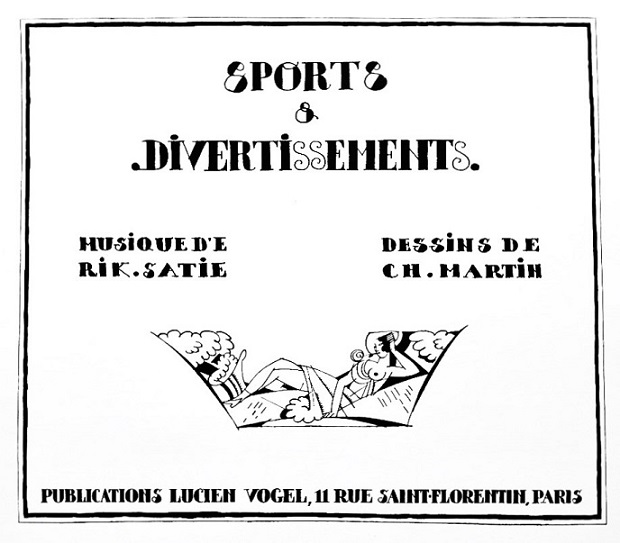
スポーツと気晴らしの楽譜の表紙

『スポーツと気晴らし』（スポーツときばらし、フランス語: Sports et Divertissements ） は、エリック・サティが作曲した21曲からなるピアノ小曲集である。

## 概要
パリのルシアン・ヴォージュル社は、第一次世界大戦前の1913年から婦人高級雑誌を出版していた。そこでは、高級装身具や美術・流行について紹介されており、パリだからこそ可能な雑誌として名高かった。そこには、当時アール・デコで有名な画家たちが繊細で優美なデザイン画を寄せており、その一員であるシャルル・マルタンの描いた風俗画集に、1曲ずつの短いピアノ曲を添えるという企画を、ルシアン・ヴォージュル社長は思いついた。
まずそれは、売れっ子作曲家であったストラヴィンスキーに委嘱された。しかしながら委嘱料の折り合いがつかず失敗に終わり、今度はサティのところに委嘱された。サティに打診された際の額は、ストラヴィンスキーの額よりも値下げされていたにもかかわらず、サティはそれが不当に高額すぎると拒絶し、自ら苦労して交渉を重ね、やっとのことで値下げしてまで委嘱を請け負ったことが伝えられている。
そうして1914年、20枚の水彩画に1ページずつの小品が作曲され、さらに序曲も用意された。西洋音楽史上、調性の伝統を明らかに崩壊させ始めたのはサティだと誰もが論じてきたが、彼は多くの作品で調号を捨ててきたように、この作品でも調号はなく、臨時記号は1音符単位に付けられている。サティはまた拍節をも捨てたが、この曲集でも小節線や終止線を省いた書法が採られている。また、サティの多くの作品に見られるように、楽譜中に彼らしい詩的なコメントがちりばめられている。それらは、演奏中に朗読するのを目的として付けたとは決して言わなかったが、少なくともサティは、奏者が自分で弾きながらそれを読んではならないと断言していることから、彼らしい意図として、奏者以外の者が朗読することは認めているとされている。
シャルル・マルタンの絵の構図をそのまま楽譜に写したとされる第15曲「ウォーター・シュート」や、永遠に繰り返されて終わりのない第16曲「タンゴ」、フランス童謡「月の光」が歪んで挿入される第18曲「いちゃつき」、調性も拍子もない曲などが入り混じり、彼の斬新な発想がふんだんに盛り込まれた作品集となった。最終的に、サティによる美しい手書き浄書と手刷り色彩版画を対にして、大戦後に限定225部が出版された。
1年前の1913年にはドビュッシーの『前奏曲集第2集』が出版されており、その終曲が「花火」であることとの関連性も取り上げられることがあるが、あくまでもサティの世界で花火が端的に描写されている。
近年では、全音楽譜出版社において、画期的にも総カラーの高級装丁版が世界に向けて復刻出版され話題となったが、後に絶版になり、現在では、数ページだけカラー印刷で、楽譜はサティの手書きでなく植譜による楽譜が、「エリック・サティ ピアノ全集 第9巻」として入手可能である。詳細な日本語訳も付されている。

## 構成曲
| - 序曲：「食欲をそそらないコラール」 - 第1曲：「ブランコ」 - 第2曲：「狩」 - 第3曲：「イタリア喜劇」 - 第4曲：「花嫁の目覚め」 - 第5曲：「目隠し鬼」 - 第6曲：「魚釣り」 | - 第7曲：「ヨット遊び」 - 第8曲：「海水浴」 - 第9曲：「カーニバル」 - 第10曲：「ゴルフ」 - 第11曲：「蛸」 - 第12曲：「競馬」 - 第13曲：「陣取り遊び」 | - 第14曲：「ピクニック」 - 第15曲：「ウォーター・シュート」 - 第16曲：「タンゴ」（永遠に終わらない曲。ダル・セーニョ参照） - 第17曲：「そり」 - 第18曲：「いちゃつき」 - 第19曲：「花火」 - 第20曲：「テニス」 |

## デッサン（ホートン・ライブラリー）

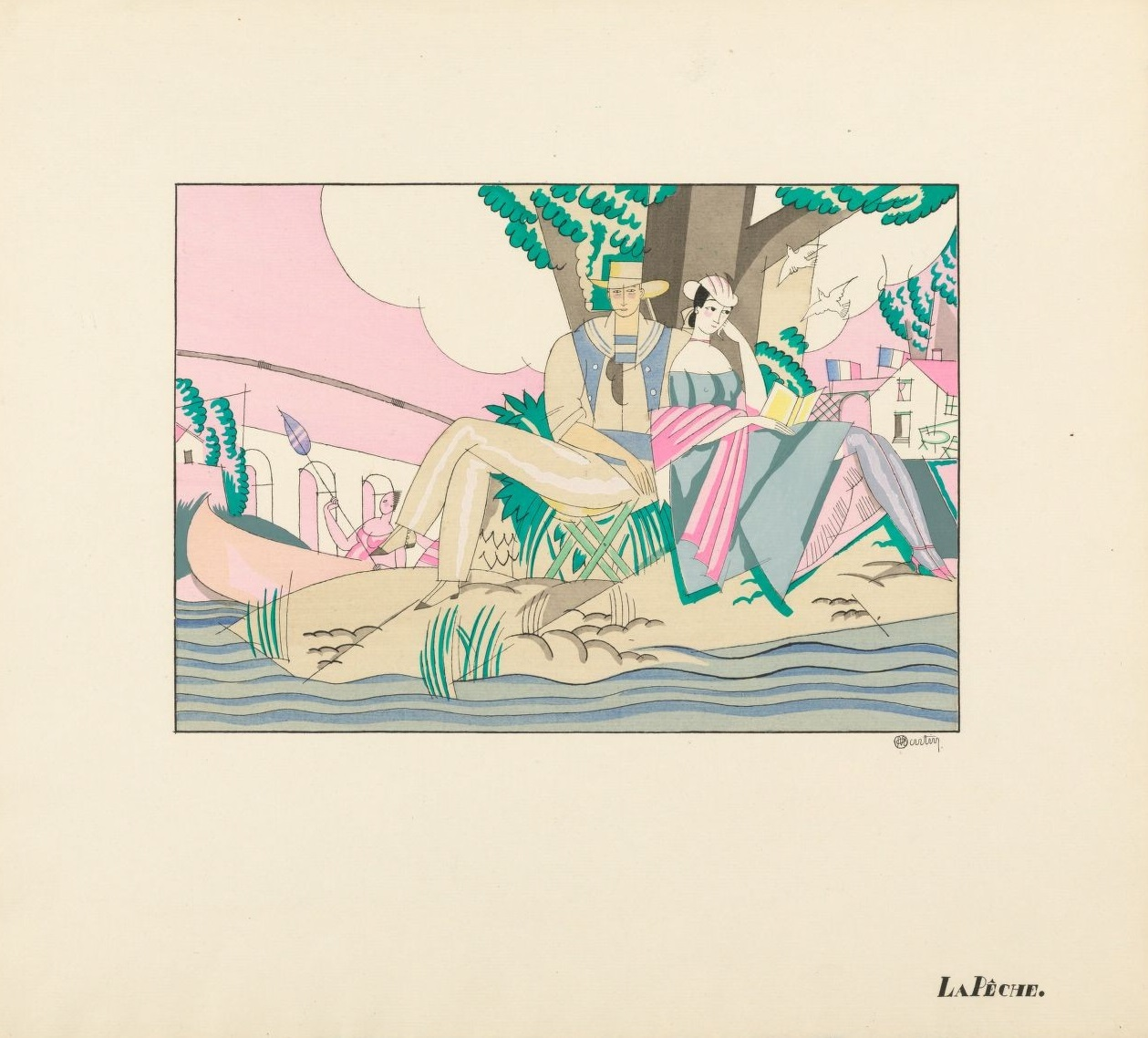
魚釣り
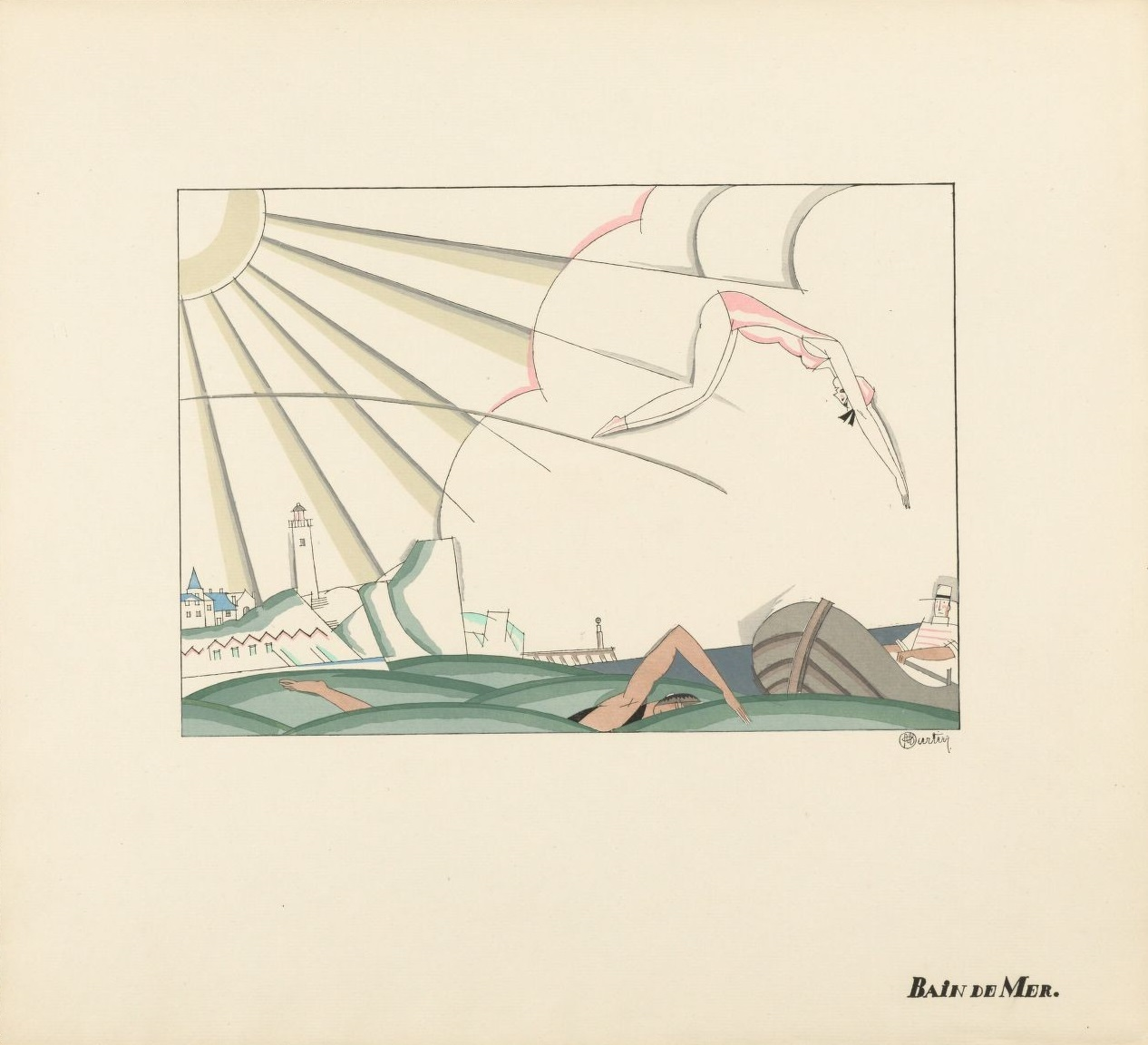
海水浴
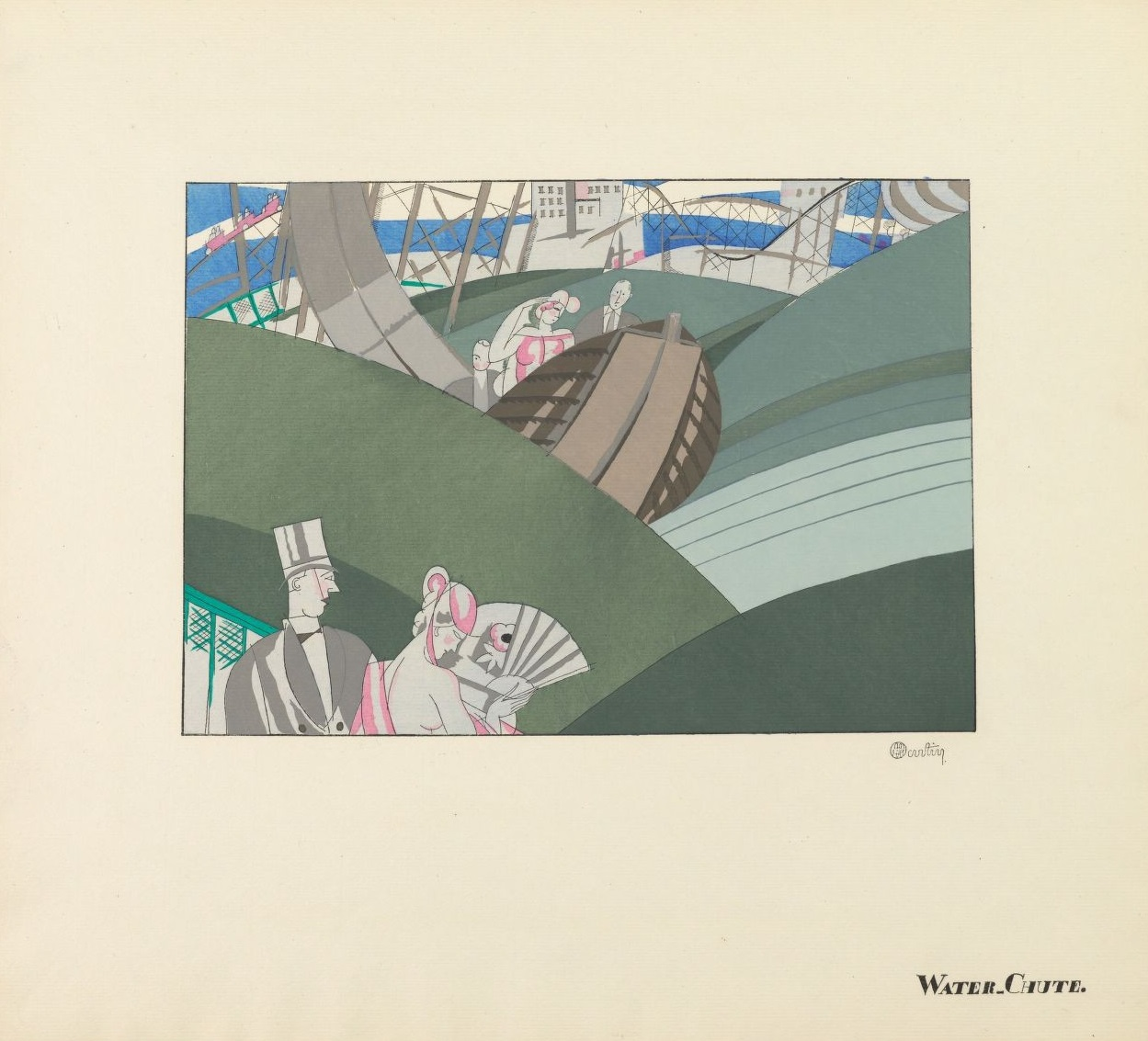
ウォーター・シュート
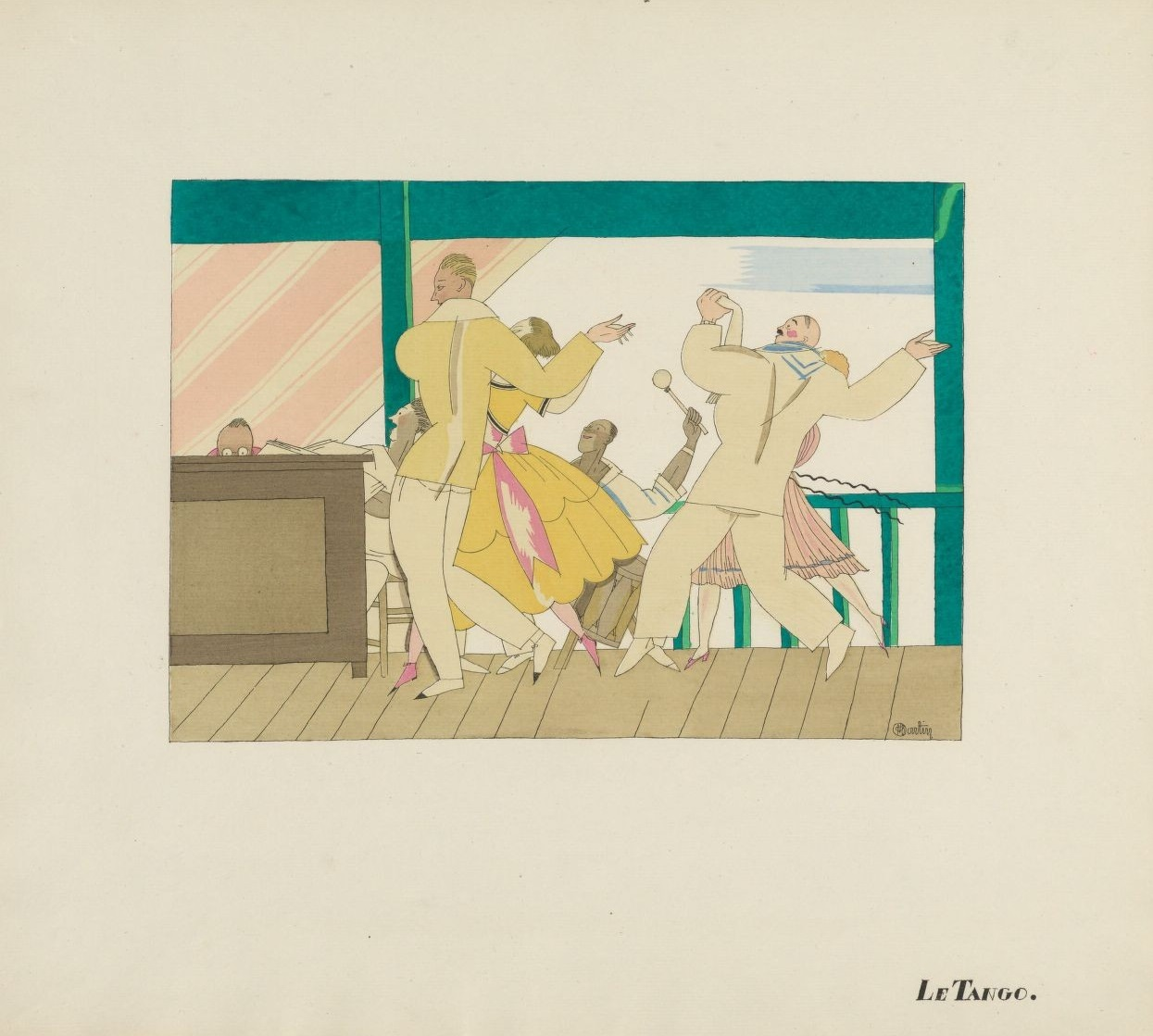
タンゴ